# Pozemní cesta do Indie

Klasická pozemní cesta do Indie za éry hippie, severní varianta přes Afghánistán

Pozemní cesta do Indie (angl. hippie trail nebo the overland) je tradiční cesta z Evropy do Indie a Nepálu. Trasa vede přes Turecko, Írán, Afghánistán a Pákistán a je populární od konce 50. let, kdy se na ní vydávali příslušníci beatnické generace.
V dobách její největší slávy tudy projížděli hippies, pro cestovatele z východní Evropy se stala populární v 90. letech.[zdroj?] Její výhoda spočívá v její nízkonákladovosti a možnosti poznání množství zajímavých a přátelských kultur. Popularita trasy se v průběhu let měnila především podle politické situace a následných možností průjezdu Íránem a Afghánistánem. Za současné nestabilní situace v Pákistánu i Afghánistánu se cesta nepovažuje za bezpečnou.
Popularitu pozemní cesty do Indie v posledních letech snížily též obecně nižší ceny letenek a oblíbenost nových destinací, například Maroka nebo zemí v jihovýchodní Asii.   